# Факультативный протокол к Конвенции о правах людей с инвалидностью
Факультативный протокол к Конвенции о правах людей с инвалидностью является дополнительным соглашением к Конвенции о правах людей с инвалидностью. Она была принята 13 декабря 2006 г. и вступила в силу одновременно с Конвенцией 3 мая 2008 г. По состоянию на февраль 2024 года его подписали 94 государства, участников — 106.

Страны, подписавшие Конвенцию
Подписавшие и ратифицировавшие
подписавшие, но не ратифицировавшие
не подписавшие и не ратифицировавшие

Факультативный протокол устанавливает механизм рассмотрения индивидуальных жалоб в отношении Конвенции. Аналогичный механизм предусмотрен Международным пактом о гражданских и политических правах, Конвенцией о ликвидации всех форм дискриминации в отношении женщин и Конвенцией о ликвидации всех форм расовой дискриминации. Но этот Протокол также признает индивидуальные права на экономические, социальные и культурные права, как Факультативный протокол к Международному пакту об экономических, социальных и культурных правах. Стороны соглашаются признать компетенцию Комитета по правам людей с инвалидностью рассматривать жалобы от отдельных лиц или групп, которые заявляют, что их права по Конвенции были нарушены. Комитет может запрашивать информацию у государства-участника и давать ему рекомендации.
Кроме того, стороны могут разрешить Комитету расследовать «серьезные или систематические нарушения» Конвенции, сообщать о них и давать рекомендации. Стороны могут отказаться от этого обязательства при подписании или ратификации Протокола.
Для вступления в силу Факультативного протокола требуется десять ратификаций.

## Внешние ссылки
- Текст Факультативного протокола
- Статус ратификации Архивная копия от 13 января 2016 на Wayback Machine
- Комитет по правам инвалидов